# Maurice Tabard
Maurice Tabard (Lyon, 12 de julio de 1897 - Niza, 23 de febrero de 1984) fue un fotógrafo francés.
Comenzó a estudiar para músico pero no tuvo éxito, con diecisiete años su padre lo matriculó en el Instituto de Fotografía de Nueva York y comenzó a trabajar en esta ciudad. Tras la muerte de su padre, en 1922 enseñó algunos retratos al fotógrafo Bachrach que trabajaba en la Quinta Avenida y le proporcionó acceso a una clientela selecta. Posteriormente se convirtió en fotógrafo oficial del presidente Calvin Coolidge.
Regresó a París y se dedicó a la fotografía de modas colaborando con revistas como Le Jardin des Modes, Vu, Vogue y L'Art Vivant. En estos años conoció a Magritte y en 1931 realizó su fotografía más conocida que se titula Composition (surimpression) que se considera un ejemplo de trabajo surrealista. En 1933 realizó su primera exposición y sobre esa época conoció a Brassaï, André Kertész y Man Ray. Su obra se encontraba influenciada por la Nueva Visión y utilizaba recursos como la solarización, el fotograma o la sobreimpresión. 
En 1934 estuvo trabajando en el rodaje de la película L'Atalante de Jean Vigo  junto a Roger Parry. En 1938 participó en la exposición «Photography 1839-1937» en el Museo de Arte Moderno de Nueva York. Poco después dirigió el estudio fotográfico de Marie Claire. Tras la Segunda Guerra Mundial regresó a Estados Unidos y trabajó para Harper's Bazaar y Vogue, también impartió clase de fotografía en la universidad de Hudson. Se retiró en 1966.
Murió en Niza el 23 de febrero de 1984.